# Pandemia de COVID-19 en la ciudad de Nueva York
La Pandemia de COVID-19 en la Ciudad de Nueva York, empezó en marzo de 2020 cuando una mujer viajó a NYC desde Irán, un país ya gravemente afectado por la pandemia. Casi un mes después, el área metropolitana de Nueva York era la más afectada. En abril de 2020 NYC tenía más casos confirmados del coronavirus que China, Reino Unido o Irán y en mayo, la ciudad tenía más casos confirmados de cualquier país fuera de los EE.UU. Es la ciudad con más casos de Covid-19 del mundo con 185 000 casos confirmados. El 20 de marzo, la oficina del gobernador emitió una orden ejecutiva que cerraba empresas no esenciales. El sistema de transporte público de la ciudad siguió abierto con reducción del servicio de tránsito. Por esta razón, junto con el aumento del número de personas sin hogar que buscaban refugio en el metro, el sistema de transporte experimentó hacinamiento. 
En abril, cientos de miles de neoyorquinos estaban sin trabajo y se estimaba que los ingresos fiscales perdidos llegaban a los miles de millones. También en abril, los datos de las tasas de mortalidad por coronavirus fueron dos veces más altos en personas negras y latinas en Nueva York. Los empleos de bajos ingresos en los sectores minorista, de transporte y de restauración se ven especialmente afectados. La caída de los ingresos por concepto de ingresos, impuestos sobre las ventas y turismo, incluidos los ingresos por impuestos hoteleros, puede costar a la ciudad hasta 10.000 millones de dólares. El alcalde Bill de Blasio ha dicho que el sistema de desempleo de la ciudad se derrumbó tras un aumento repentino de las reclamaciones y que requerirá asistencia federal para mantener los servicios básicos.
La pandemia en curso es el desastre más mortífero de la historia de la ciudad de Nueva York por el número de muertos.

## Línea de tiempo

### Antes de marzo de 2020
El primer caso de COVID-19 se confirmó en el estado de Nueva York el 1 de marzo de 2020 en un trabajador de la salud de 39 años de edad, que había regresado a su hogar en Manhattan desde Irán el 25 de febrero.  Los análisis genómicos sugieren la enfermedad se había introducido en Nueva York ya en enero, y la mayoría de los casos estaban vinculados a Europa, más que a Asia. 
Un hombre de Queens contrajo COVID-19 por transmisión comunitaria a fines de febrero y se enfermó el 29 de febrero. 

### Marzo 2020
El 3 de marzo, el gobernador de Nueva York, Andrew Cuomo, anunció que el primer caso registrado de propagación de persona a persona en el estado de Nueva York había sido confirmado a través de un hombre de New Rochelle que trabajaba en un bufete de abogados en One Grand Central Place en Midtown, Manhattan.  Seis días después, el 9 de marzo, el alcalde Bill de Blasio anunció que había 16 casos confirmados de COVID-19 en la ciudad de Nueva York. El zoológico del Bronx en la ciudad de Nueva York, Nueva York, cerró a mediados de marzo. Hacia fines de marzo, Nadia y su hermana Azul, dos tigres malayos en el Zoológico del Bronx, mostraron signos de COVID-19. Ambos tenían tos seca, sibilancias y comidas descuidadas. Nadia dio positivo por COVID-19, al igual que su hermana. Nadia fue el primer animal en América del Norte en dar positivo por COVID-19. Otros siete felinos grandes en el zoológico también mostraron signos de COVID-19. Se asumió que los gatos del zoológico del Bronx podrían haber contactado con el virus de humanos. El área alrededor del zoológico había sido afectada por el virus en grandes cantidades. 
Luego, el virus creció exponencialmente: para el 25 de marzo, se habían confirmado más de 17.800 casos en la ciudad de Nueva York, con 199 muertes.  En ese momento, la tasa de infección de la ciudad era cinco veces mayor que la del resto del país, y sus casos eran un tercio del total de casos confirmados en Estados Unidos.  Siguen debatiéndose las razones de la alta tasa de infección.  El 27 de marzo, la infección en la ciudad de Nueva York superó los 23.000, con 365 muertes. Queens fue el distrito más afectado por el número de muertes, con más de un tercio del total de muertes; la mayoría de los fallecidos tenía problemas de salud subyacentes. Entre el 28 y el 29 de marzo, el número de muertes en la ciudad de Nueva York se triplicó con respecto al período anterior de 24 horas; 222 personas murieron a causa del virus, lo que elevó las muertes de la ciudad a 672, con 30,765 casos confirmados. 
El barco hospital USNS  Comfort llegó al puerto de Nueva York el 30 de marzo. También se instalaron hospitales de campaña en varios lugares de la ciudad en un intento de evitar el colapso de los hospitales.  Se instalaron camiones frigoríficos en las calles de la ciudad fuera de los hospitales para acomodar el desbordamiento de cuerpos de los fallecidos.  El 31 de marzo, se registró la primera muerte de un niño por COVID-19 en la ciudad de Nueva York. 

### Abril 2020
El 4 de abril, el gobernador Andrew Cuomo anunció que el gobierno chino había hecho arreglos para que se enviaran 1000 ventiladores a Nueva York a través de fundaciones dirigidas por Jack Ma y Joseph Tsai.  Se informó que el estado de Oregón enviará 140 ventiladores. Trump anunció que se desplegarían 1000 soldados médicos federales adicionales en la ciudad de Nueva York.  Se informó que las "Fuerzas de Tareas Médicas del Área Urbana" formadas por reservistas del ejército estarían trabajando en los hospitales de campaña de la ciudad de Nueva York y otras partes del país.  Al 4 de abril, había 1200 personal médico militar sirviendo en el USNS. Confort. También se habían desplegado 2700 efectivos de la Guardia Nacional del Estado de Nueva York.

El 5 de abril, se informó que un tigre en el Zoológico del Bronx había contraído COVID-19, fue el primer caso conocido de un tigre infectado con la enfermedad en cualquier lugar del mundo. Se encontró que varios otros "grandes felinos" tenían COVID-19, el primero de los cuales había comenzado a mostrar síntomas el 27 de marzo; se creía que los animales habían contraído COVID-19 de un cuidador del zoológico infectado que aún no mostraba síntomas. Este fue también el primer caso conocido de un animal que contrae la enfermedad por contacto humano en los EE. UU.  El 22 de abril se informó que cuatro tigres adicionales más tres leones habían dado positivo. 

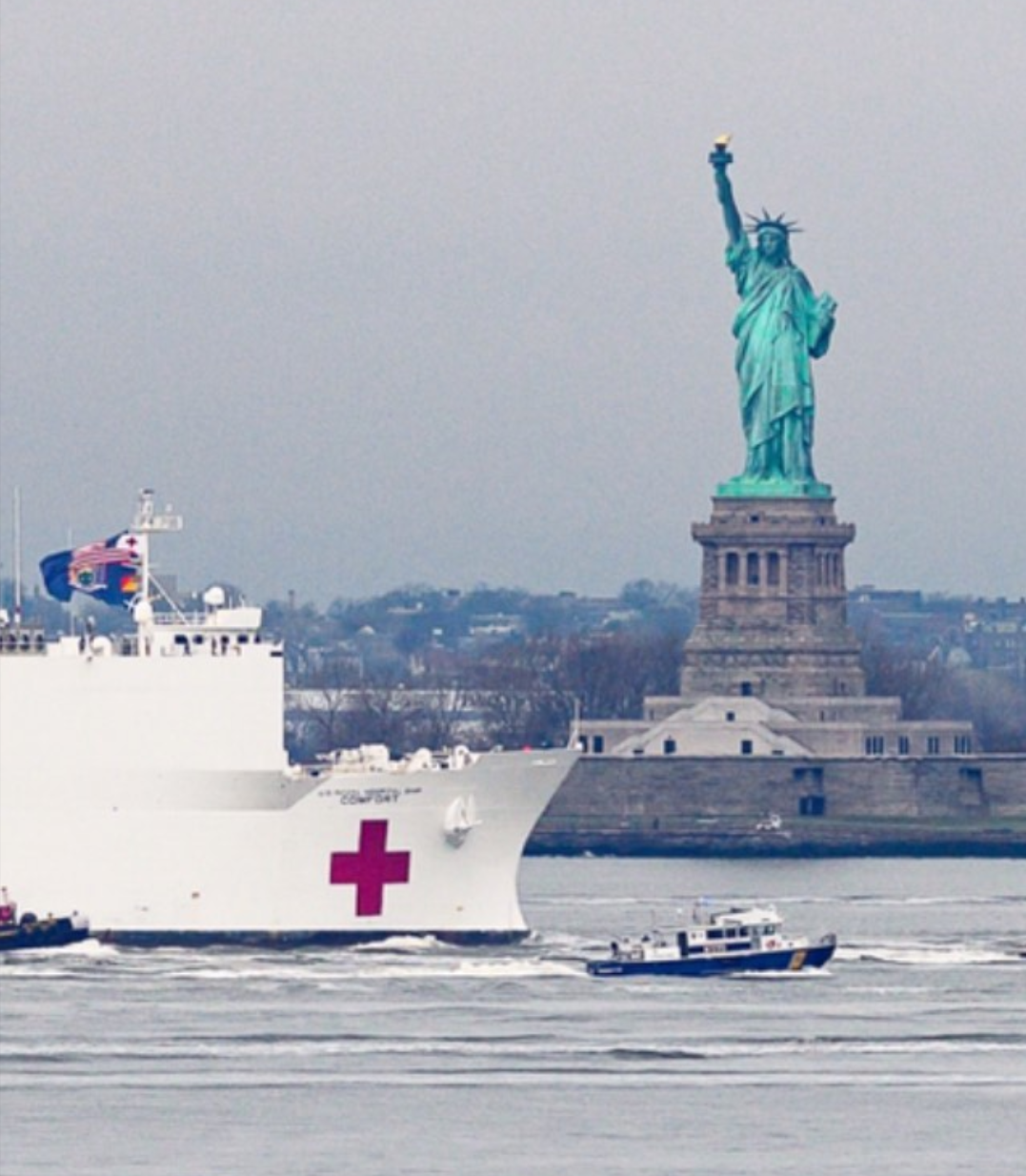
El barco hospital USNS Comfort de las United States Armed Forces en el Puerto de Nueva York frente a la estatua de la Libertad estatua de la Libertad.

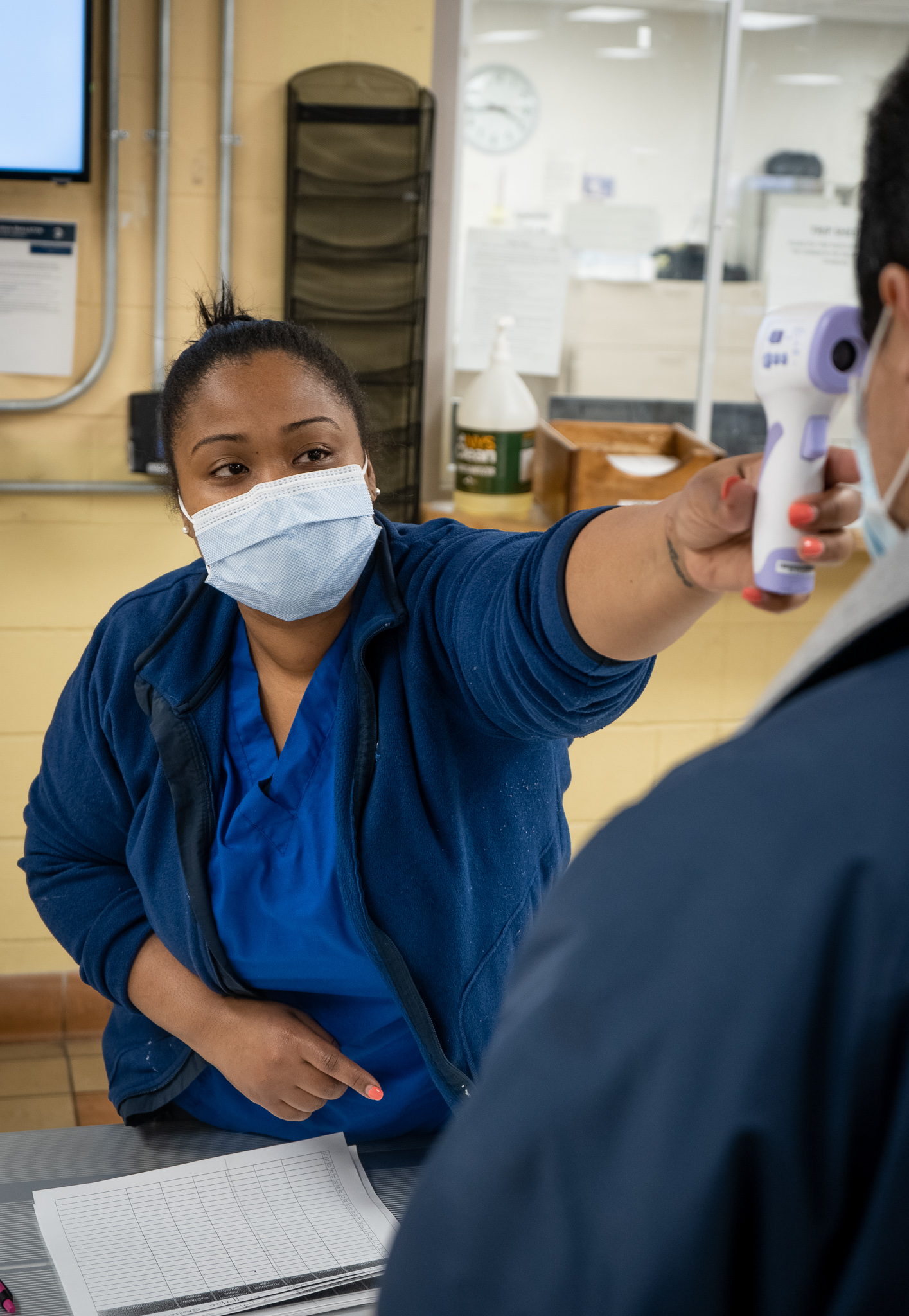
Tomando la temperatura

El 6 de abril hubo 72 181 casos confirmados, con al menos 2475 muertes. La ciudad Nueva York representó el 25% de las muertes por COVID-19 en los Estados Unidos. Al día siguiente, Gothamist informó que el número de muertos en la ciudad de Nueva York no se contó. Se estimó que 1125 personas habían muerto en casa o en la calle en Nueva York en los primeros cinco días de abril, un aumento de ocho veces en comparación con FDNY cifras para 2019. Debido al gran aumento, se presume que muchas de las muertes fueron causadas por COVID-19, pero solo los residentes con infecciones confirmadas se habían registrado en el recuento oficial. Debido a las circunstancias de la crisis de la pandemia, se desconocía el número real de muertos. Los cuerpos de los que habían muerto en casa, alrededor de 280 por día, estaban siendo recogidos por el Ejército de Estados Unidos, la Guardia Nacional y la Guardia Nacional Aérea. 
Algunas de las comunidades más afectadas por la pandemia incluyeron vecindarios densamente poblados en el centro-norte de Queens con alta población de inmigrantes, como Corona, East Elmhurst, Elmhurst y Jackson Heights. Al 8 de abril, estas comunidades, con un acumulado de 600.000 habitantes, habían registrado 7.260 casos de COVID-19. El 23 de abril, los funcionarios estatales dijeron que basándose en los resultados preliminares de las pruebas de anticuerpos, estimaron que alrededor del 21,2% de los residentes de la ciudad habían contraído la COVID-19.

### Mayo 2020
El 10 de mayo, de Blasio dijo que se sabía que 38 niños estaban afectados por un síndrome inflamatorio que se cree está relacionado con una respuesta inmune al COVID-19.  Conocido como síndrome inflamatorio multisistémico en niños (MIS-C), esta afección potencialmente mortal se asemeja a la enfermedad de Kawasaki y otras afecciones inflamatorias pediátricas, como el síndrome de choque tóxico.  Los síntomas incluyen fiebre alta que puede durar días, sarpullido, latidos cardíacos acelerados, cambios en el color de la piel, enrojecimiento de la lengua y dolor abdominal intenso.  Al menos un niño había muerto en la ciudad de Nueva York y se informaron dos muertes adicionales en todo el estado. El vínculo con el COVID-19 aún no se ha probado. El 19 de mayo, Cuomo confirmó 137 casos de la enfermedad, afirmando que era "la punta del iceberg" con el 90% de los casos dando positivo para el virus o los anticuerpos.  Para el 26 de mayo, se habían confirmado tres muertes y 89 casos de MIS-C en la ciudad, afectando principalmente a niños y adolescentes. Los médicos informaron que el riesgo de muerte o enfermedad grave por MIS-C se mitigó mediante la detección temprana de los casos. Se ordenó a los hospitales que dieran prioridad a los niños para hacer las pruebas.  
Una encuesta realizada del 5 al 12 de mayo y publicada en el Informe Semanal de Morbilidad y Mortalidad de los Centros para el Control y la Prevención de Enfermedades encontró que el 42% de los 286 encuestados que residen en el área metropolitana de la ciudad de Nueva York conocían a alguien que había dado positivo por COVID-19, y el 23,1% conocía a alguien que había fallecido. 
Durante mayo, los casos de COVID-19 comenzaron a disminuir.  Después de que comenzaran las protestas de George Floyd en la ciudad de Nueva York a fines de mayo, los funcionarios públicos expresaron su preocupación por la propagación del COVID-19 a través de los eventos multitudinarios.

### Junio 2020
El 8 de junio, la ciudad comenzó la primera fase de su plan de reapertura tras cumplir siete condiciones de la orden de permanencia, que se había puesto en efecto tres meses antes. Se establecieron protocolos de seguridad para limitar la ocupación de los espacios confinados, como los ascensores, a una persona a la vez, y los techos de ocupación se redujeron a menos del 50% de su capacidad habitual. El 24 de junio, el estado de Nueva York, junto con Nueva Jersey y Connecticut, empezó a exigir a los viajeros que se pusieran en cuarentena durante 14 días si viajaban desde una zona con altas tasas de infección.

### Julio 2020
Se colocaron mascarillas en las estatuas de leones fuera de la sucursal principal de la Biblioteca Pública de Nueva York, conocidas por sus nombres Patience y Fortitude (Paciencia y Entereza) como símbolo de la resistencia de la ciudad. [49] Los expertos en salud señalaron que la eficacia del rastreo de contactos para prevenir el resurgimiento dependería de un control cuidadoso de las hospitalizaciones y de pruebas específicas en poblaciones de alto riesgo para detectar portadores asintomáticos del virus. [49] Las hospitalizaciones por COVID cayeron por debajo de 700, los niveles más bajos desde mediados de marzo, pero se notificaron más casos en el grupo de edad entre 21 y 30 años. [50]
Los planes para permitir a los comensales de restaurantes comer en interiores durante la reapertura de la Fase 3 se pospusieron debido al incremento de riesgo causado por los clientes que se niegan a usar mascarillas y el papel incierto del aire acondicionado en la propagación en los espacios interiores. Las comidas en interiores en otros estados han dado lugar a super contagios en ciertos lugares. Para compensar en parte, el espacio al aire libre se amplió cerrando ciertas áreas para crear más espacio para comer al aire libre. [51] [52] También se pospusieron los planes para reabrir museos en la fase 4. [53]
La oficina del gobernador anunció que los centros comerciales podrían reabrir solo después de la instalación de sistemas de filtración de aire antivirales, a lo que se opusieron los propietarios de centros comerciales y sus inquilinos. [54]
A fines de julio, más de 130 bares fueron amonestados por violaciones a las regulaciones relacionadas con COVID. El gobernador advirtió que los bares se cerrarían nuevamente si la tasa de cumplimiento no mejoraba. Al menos 40 empresas han perdido sus licencias de licor desde marzo. Algunos restaurantes han informado de dificultades para controlar a las multitudes reunidas afuera, a pesar de contratar seguridad. [55]
El 11 de julio, un pastor alemán de siete años llamado Buddy murió de COVID-19. Dio positivo a mediados de abril cuando sus dueños notaron que tenía problemas para respirar. Fue el primer perro en los Estados Unidos en dar positivo por COVID-19. [56] [57]

### Agosto 2020
A partir del 1 de agosto, el número total de establecimientos a los que se les había suspendido la licencia de consumo de alcohol por no seguir las reglas de distanciamiento social había ascendido a 52. A mediados de agosto, Cuomo anunció que las boleras podrían reabrir el 17 de agosto, y los museos y otras instituciones culturales el 24 de agosto, a capacidad reducida.

### Septiembre 2020
En la ceremonia del 19 aniversario de los ataques del 11 de septiembre en el Museo y Memorial Nacional del 11 de septiembre, la lectura de los nombres de las víctimas, generalmente por parte de miembros de la familia, se registró con anticipación. También se implementaron protocolos de máscara y medidas de distancia social. La fundación Tunnels to Towers celebró un memorial simultáneo cerca del Parque Zuccotti, donde alrededor de 125 miembros de la familia participaron en la lectura de nombres.
A fines de septiembre, se les envió un mensaje de texto a los padres de los estudiantes de yeshivá en Brooklyn que comenzaba: "NO hagan a sus hijos el examen para detectar Covid", es decir, se les aconsejó que no informaran síntomas consistentes con COVID-19 y se les dijo que era "decisión de los padres" evitar el cierre de la escuela. 
El 25 de septiembre, 37 personas dieron positivo por COVID-19 después de una fiesta de 16 años en el Miller Place Inn. La posada fue multada con $10,000 por violar las restricciones de COVID. [63]
A fines de septiembre, De Blasio había ordenado al departamento de policía que hiciera cumplir las pautas de salud pública en varios vecindarios judíos ortodoxos y realizara inspecciones de emergencia en las escuelas religiosas privadas [64]. Las opiniones del presidente Trump sobre las máscaras fueron acogidas por los residentes de estos vecindarios, que se negaron a usar máscaras o seguir las restricciones de distanciamiento social. La tasa de infección en algunos barrios predominantemente ortodoxos aumentó a seis veces más que en el resto de la ciudad. Los funcionarios de salud de la ciudad dijeron que podría ser necesario otro bloqueo, similar al impuesto en Israel, que en ese momento tenía la tasa per cápita más alta de nuevos casos de cualquier país. [65]

### Octubre 2020
A principios de octubre, la ciudad seguía en la fase 4 de reapertura, lo que incluía museos, jardines, jardines botánicos y gimnasios. Se identificaron 20 códigos postales como zonas de concentración, con una media del 5,2% de pruebas positivas, relativamente alta en comparación con el resto del estado de Nueva York. Estos 20 códigos postales contenían el 26% de todos los casos positivos en el estado el 2 de octubre.
Como respuesta, la oficina del gobernador anunció lo que denominó "aplicación directa" de las restricciones relacionadas con el COVID-19 en los barrios de alto riesgo de Brooklyn y Queens. La oficina del alcalde propuso el cierre de los negocios considerados "no esenciales" y comer en el restaurante mismo. Escolaridad en persona tendrían que cerrar en nueve códigos postales con tasas de positividad de 14 días superiores al 3%, mientras que otros once códigos postales se incluyeron en una "lista de vigilancia" porque sus tasas de positividad eran del 1% al 3%. Un duodécimo código postal se incluyó en la "lista de vigilancia" el 5 de octubre, el mismo día en que la oficina del gobernador rechazó el plan del alcalde de cerrar los negocios no esenciales.
Líderes comunitarios de las comunidades judías en Queens, incluyendo los vecindarios de Rego Park, Kew Gardens y Kew Gardens Hills, expresaron su preocupación por el hecho de que señalar los vecindarios y los códigos postales era injusto para la comunidad judía. Barry Grodenchik dijo que "una de las peores cosas es culpar a los judíos por los brotes y las epidemias... la calumnia es parecida al asesinato". La concejala Karen Koslowitz dijo que Kew Gardens y Rego Park son barrios diversos y que era innecesario señalar a las comunidades judías ortodoxas.
El 6 de octubre, el gobernador Andrew Cuomo presentó una "estrategia de microclústeres". El nuevo plan impone nuevas restricciones en las zonas de concentración que tienen picos de casos de COVID-19. Las primeras áreas en registrar estas nuevas restricciones fueron partes de Brooklyn y Queens. El 7 de octubre, manifestantes que se oponian a la estrategia de microclústeres quemaron máscaras en la calle y provocaron un incendio en Borough Park[75][76][77] Desde el 6 de octubre se han añadido y eliminado grupos.
El 9 de octubre se registraron 779 hospitalizaciones, la cifra más alta desde el 15 de julio. Se impusieron importantes multas de hasta 15.000 dólares por día para las reuniones masivas, y de hasta 1.000 dólares por día para las infracciones de las normas de distanciamiento social y uso de máscaras. Durante el primer fin de semana de aplicación de las nuevas normas, la ciudad impuso más de 150.000 dólares en multas. Las comunidades religiosas han protestado por las restricciones. Un juez federal se negó a conceder una orden judicial para impedir las restricciones a las reuniones masivas en los lugares de culto en las zonas rojas, dictaminando que el Estado tenía un interés estatal imperioso de proteger la "salud y la vida de todos los neoyorquinos" y que las restricciones no estaban motivadas por ninguna animosidad.[79][80] El Tribunal Supremo de los Estados Unidos se negó a conocer casos similares en apelación de otros dos estados.[81]
La Oficina del Sheriff de Nueva York disolvió una fiesta rave con más de 100 asistentes en Queens el 11 de octubre. Los organizadores fueron acusados de múltiples delitos penales, así como de violaciones de los códigos de parques y de sanidad.
El 17 de octubre, una boda en el North Fork Country Club con 91 invitados dio lugar a al menos 30 casos positivos. El ejecutivo del condado de Suffolk, Steven Bellone, recomendó que se multara al club de campo con 17.000 dólares por celebrar una reunión no esencial de más de 50 personas. En Bellport, una fiesta de cumpleaños con 50 asistentes dio lugar a al menos 26 casos positivos.

### Noviembre 2020
El 10 de noviembre, el gobernador Cuomo declaró que a partir del 13 de noviembre para todo el estado de Nueva York, las reuniones se limitarían a 10 personas, y los gimnasios, bares y restaurantes cerrarían a las 10 p.m., y los municipios locales se encargarían de hacer cumplir estas reglas. Esto ocurrió cuando la tasa de positividad en la ciudad volvió a subir al 2,52%, niveles no vistos desde principios de junio, según el alcalde de Blasio [84] [85].
Las escuelas públicas se cerraron hasta nuevo aviso el 19 de noviembre después de que el promedio en siete días de exámenes positivos alcanzara el 3%. [86] A pesar de los llamamientos de los expertos en salud para prohibir la restauración en interiores antes de que fuera demasiado tarde "para revertir la marea de nuevas infecciones", la oficina del gobernador se negó a imponer restricciones hasta que se alcanzaran los umbrales estadísticos. La alcaldía se encargó únicamente de cerrar las escuelas. Algunos epidemiólogos y funcionarios de salud pública han criticado la decisión de cerrar las escuelas, al tiempo que se permite que continúe el comedor interior. [86] La política de cierre de escuelas se revirtió parcialmente menos de dos semanas después, y De Blasio anunció que las escuelas primarias reanudarían la enseñanza en persona a partir del 7 de diciembre. [87] [88] Sin embargo, las escuelas secundarias y preparatorias permanecerían cerradas hasta 2021. [89]
A fines de noviembre, la oficina del gobernador advirtió que toda la ciudad se acercaba al umbral de la designación de "zona naranja" que cerraría los restaurantes, comedores, salones y gimnasios interiores. [90]

### Diciembre 2020
En la primera semana de diciembre, hubo controversia cuando una taberna de Staten Island, Mac's Public House, publicitó su violación de las restricciones en bares y restaurantes. El bar había seguido ofreciendo comidas en el interior a pesar de la prohibición de Cuomo de comer en el interior, y continuó sirviendo licor después de que la Autoridad de Bebidas Alcohólicas del Estado de Nueva York suspendiera su licencia de bebidas alcohólicas. Después de que la Oficina del Sheriff de la ciudad de Nueva York cerró Mac's el 1 de diciembre y arrestó a su dueño, [94] varios cientos de personas se reunieron para protestar por el cierre. [91] [92] [95]
Después de advertir que era probable que se suspendería el servicio de comida en interiores, [96] el gobernador Cuomo anunció que realizó la suspensión el 14 de diciembre. [97]
Las vacunas COVID-19 en los hogares de ancianos comenzaron el 21 de diciembre.
Un video de más de 50 personas bailando sin mascarilla en una fiesta del Club Republicano en Queens se hizo viral el 22 de diciembre, cuando estaban prohibidas las reuniones de más de diez personas. [99]
El 23 de diciembre, tras las preocupaciones sobre una nueva variante del SARS-CoV-2 del Reino Unido, de Blasio emitió una orden para que los viajeros del Reino Unido se pusieran en cuarentena o se enfrentaran a multas de 1.000 dólares. [100]
El 27 de diciembre, el estado de Nueva York anunció una investigación criminal a ParCare Community Health Network por obtener "fraudulentamente" dosis de vacunas y administrarlas a personas que no estaban dentro de los grupos prioritarios designados para recibir las primeras dosis de vacuna. La clínica niega las acusaciones. [101] [102]

### Enero 2021

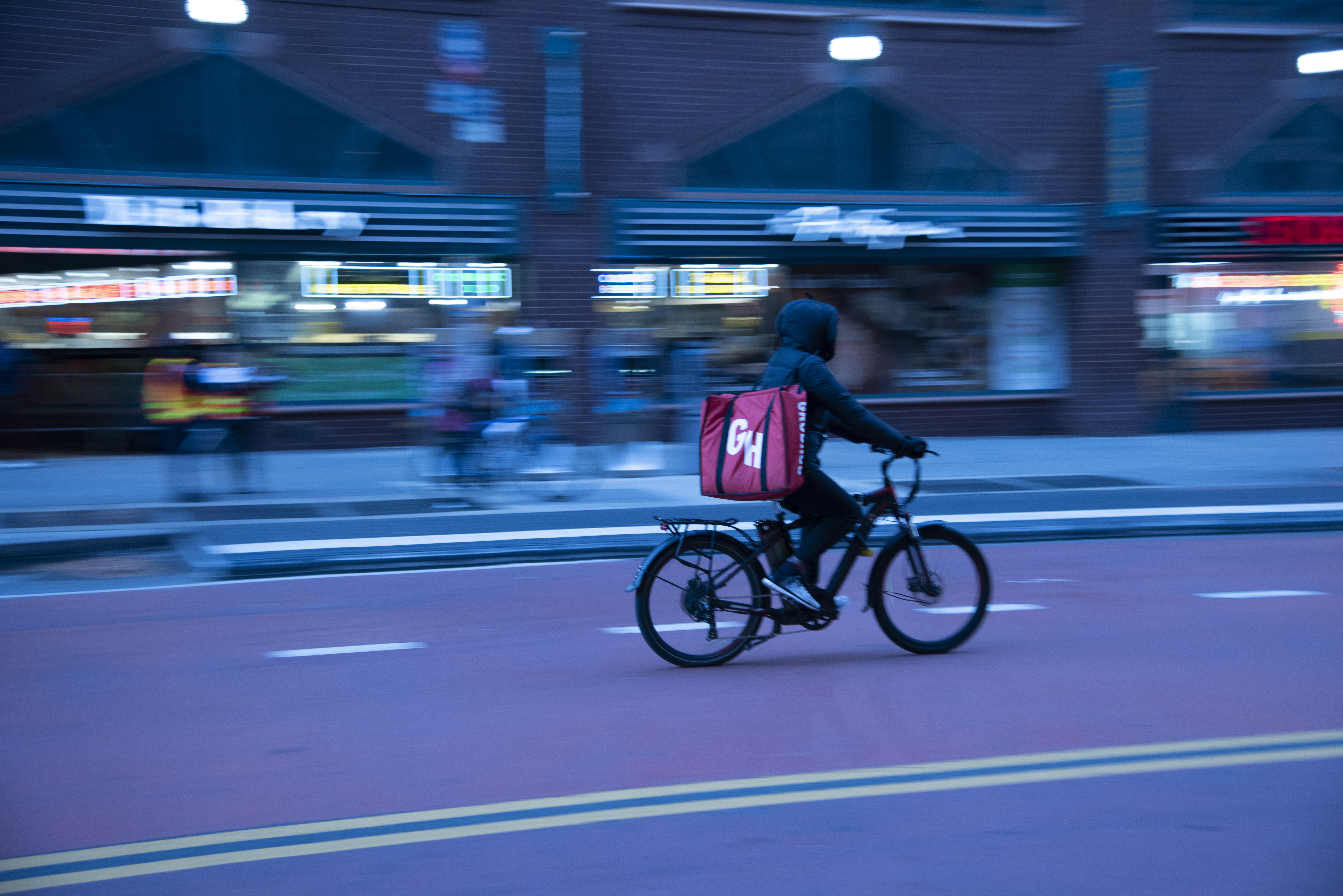
Trabajador de reparto en bicicleta

El estado de Nueva York redujo la edad mínima requerida para tener derecho a la vacuna de 75 a 65 el 11 de enero de 2021. [103] Al 25 de enero de 2021, se habían administrado 628,831 vacunas en la ciudad de Nueva York. [104] Durante la última semana del mes, la ciudad registró un promedio de 5000 casos nuevos por día y alrededor de 60 muertes por día [105]. Los vecindarios de Bensonhurst y Brighton Beach de Brooklyn, los vecindarios South Ozone Park y Flushing de Queens, el área de South Beach de Staten Island y el vecindario de Washington Heights de Manhattan eran las áreas más afectadas en ese momento, con resultados de prueba positivos de alrededor de 10%. [106]

### Febrero 2021
En febrero de 2021, Nueva York expandió su Fase1b a trabajadores de restaurantes incluyendo trabajadores que usan bicicletas de reparto o coches.

### Marzo de 2021
El 8 de marzo, se anunció que las escuelas secundarias públicas reabrirían para el aprendizaje en persona el 22 de marzo. 

## Impacto social

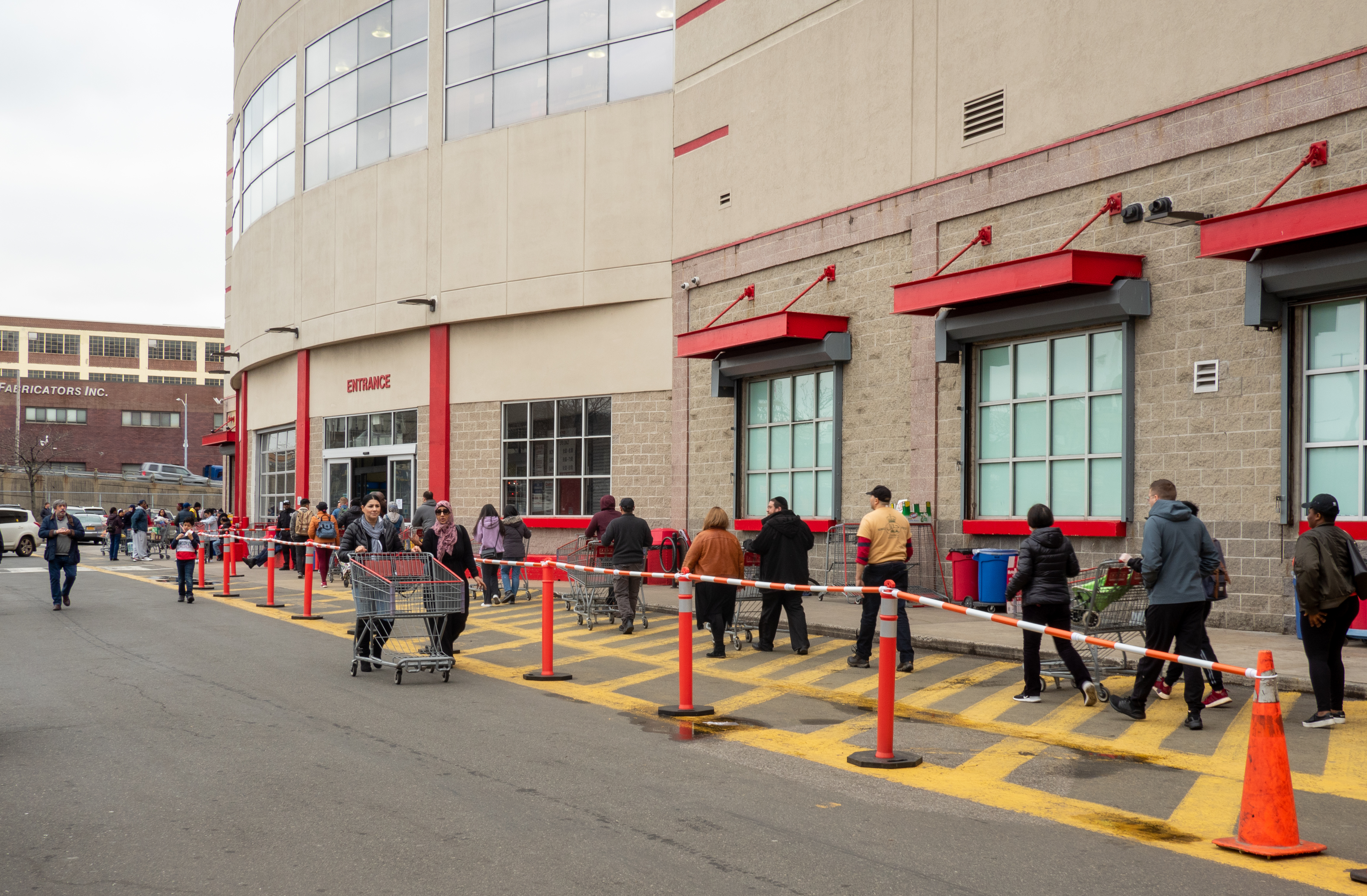
Fila en un establecimiento Costco en Brooklyn durante la pandemia de coronavirus

### Distanciamiento social
El 30 de marzo, el alcalde anunció que la mayoría de los edificios religiosos habían cerrado de acuerdo con las reglas de la cuarentena. Sin embargo, advirtió que algunas iglesias y sinagogas no las cumplían y serían clausuradas por las autoridades si permanecían abiertas [229]. Se realizaron varias amonestaciones y detenciones por violar las normas de distanciamiento social. El 28 de marzo, el dueño de un bar de Brooklyn fue arrestado por desafiar la prohibición de Cuomo sobre bares y restaurantes. [230] El 3 de abril, la policía de Nueva York disolvió una fiesta en el Bronx donde varias decenas de personas se habían reunido en violación de las reglas de distanciamiento social [231]. El 7 de abril, NBC News informó sobre violaciones de la orden de PAUSA estatal en toda la ciudad, y de Blasio dijo que las violaciones de la orden podrían informarse al 311. [232]